# Escragnolles
Escragnolles ou Escranhòla é uma comuna francesa na região administrativa da Provença-Alpes-Costa Azul, no departamento Alpes Marítimos. Estende-se por uma área de 25,48 km², com 384 habitantes, segundo os censos de 1999, com uma densidade de 15 hab/km².